# Ruta Provincial 325 (Tucumán)
La Ruta Provincial 325 es una carretera de Tucumán, Argentina, que conecta Simoca con Tafí del Valle. Posee dos tramos: el primero entre la Ruta Nacional 157 y Capitán Cáceres y el segundo entre El Mollar y la Ruta Provincial 307 sobre los Valles Calchaquíes.
El tramo faltante de la ruta se ubica sobre la Quebrada del Portugués. Por este lugar pasaron los conquistadores españoles en su trayecto hacia los valles, dejando de lado la construcción de la Ruta 307 en 1943. En el gobierno de Antonio Domingo Bussi se comenzó a construir un camino de ripio para completar la ruta por la Quebrada del Portugués, pero no se terminó y la senda quedó abandonada. En 2021 se buscó terminar la ruta en el gobierno de Juan Manzur, más no se llevó a cabo.
En 2024 se repavimentó el tramo de la carretera entre Monteros y El Cercado, a raíz de su calamitoso estado la inseguridad que generaba por su deterioro. Asimismo, se reconstruyeron las banquinas y se instalaron luminarias en el tramo remodelado. En la actualidad está pavimentada desde la Ruta Nacional 157 hasta Yacuchina, y desde El Mollar hasta la Ruta Provincial 307.

## Localidades
Las localidades por las que pasa son las siguientes:
- Departamento Simoca: Simoca y Yerba Buena.

- Departamento Monteros: Monteros, Capitán Cáceres y El Cercado.

- Departamento Tafí del Valle: El Mollar, Rodeo Grande y Tafí del Valle.